# Feel the Beat
Feel the Beat (bra: Feel the Beat; prt: Sente o Ritmo) é um filme americano de 2020 de comédia dramática e dança, dirigido por Elissa Down, escrito por Michael Armbruster e Shawn Ku. É estrelado por Sofia Carson, Enrico Colantoni e Wolfgang Novogratz.

## Enredo
April Dibrina, uma jovem dançarina em busca de sucesso na Broadway, pega um táxi de uma senhora durante uma tempestade para chegar a uma audição. Ela é uma dançarina muito talentosa e egocêntrica, mas quando Ruth Zimmer (a senhorinha do incidente do táxi) reconhece April, ela diz que sua carreira na Broadway estava acabada. Ao tentar explicar, April acidentalmente a derruba do palco. É postado nas redes sociais a queda da patrocinadora, publicamente vergonhoso para April.
Despejada da Broadway, April retorna à sua cidade natal em New Hope, Wisconsin. No supermercado, ela encontra sua antiga professora de dança, Miss Barb, que a convida para ir ao estúdio de dança. April também vê seu ex-namorado Nick, de quem ela abandonou para seguir sua carreira em Nova York.
No estúdio de dança, April visita a equipe de dançarinas: Lucia, Oona, Kari, Ruby, Zuzu, Sarah, June e Michelle. O irmão mais novo de Zuzu, Dicky, assiste as aulas de dança das meninas.
Barb pede a April para treinar a equipe de dança das meninas para uma competição. Ela recusa, mas depois percebe que pode ganhar a chance de se apresentar na frente de Welly Wong, salvando sua carreira. April aceita, iniciando um treinamento pesado que cansa as jovens bailarinas, inclusive fazendo com que Ruby desista.
A equipe de dança avança por várias rodadas da competição; elas melhoram à medida que April se relaciona com elas, tornando-se uma professora melhor, e aprendendo alguma linguagem de sinais para se comunicar com Zuzu. Um dia, o teto do estúdio de dança desaba depois que April diz para as meninas que "não foram ruins", então elas ficam muito felizes. Não podendo pagar o conserto do teto do estúdio, a equipe se muda para o campo de futebol e depois começam a treinar no celeiro do pai de April, que Nick ajudou a consertar.
April e Nick começam a reatar seu relacionamento enquanto a equipe de dança avança para o estado. Dançarinas de outra esquipe a insultam do fracasso dela em Nova York, fazendo com que ela perca o foco durante uma dança.
Depois de passar nas finais estaduais, April chama sua amiga de Nova York, Deco, para ajudar a fazer figurinos. Um dia, enquanto as meninas estão ensaiando no celeiro, April chama Sarah e RJ, o garoto que Sarah tem uma queda e ela quer impressiona-lo. Quando RJ a levanta, seu sutiã falso cai no chão e ela sai correndo, envergonhada e chorando. April a encontra no campo e a conforta.
As famílias das dançarinas arrecadam dinheiro para enviar a equipe a Atlantic City para as finais. April se reaproxima de Sarah, que se sentiu abandonada quando sua mãe morreu e April se mudou para Nova York. Após uma apresentação, Welly Wong fica tão impressionado com April que oferece a ela a liderança em seu novo show no local. April e Welly deixam a competição para o ensaio em Nova York, deixando a equipe devastada.
No dia seguinte, April percebe que errou em abandonar as meninas e deixa o ensaio. Ela chama Deco novamente para levá-la de volta a Atlantic City bem a tempo de encorajar a equipe antes da apresentação. Depois de se reconciliar com as meninas, April e Nick se beijam, e Welly a mantém apesar de deixar o ensaio.
April se apresenta no show de Welly Wong em Nova York e continua dando aula de dança em Wisconsin via chat-vídeo. Na noite de abertura, Welly surpreende April trazendo sua equipe para uma festa de dança. Todo mundo dança na rua, e Ruth Zimmer passa momentaneamente, horrorizada.

## Elenco
- Sofia Carson como April Dibrina, uma dançarina egocêntrica que busca conseguir retornar à Broadway participando com as garotas de New Hope no concurso de dança.
- Wolfgang Novogratz como Nick, ex-namorado e interesse amoroso de April. É o irmão mais velho de Sarah e Michelle.
- Donna Lynne Champlin como Barb, a professora e proprietária do estúdio de dança de New Hope. Ela é ex-professora de April.
- Enrico Colantoni como Frank Dibrina, o pai de April, que finge estar doente para esconder do vilarejo o fracasso da filha.
- Rex Lee como Wellington 'Welly' Wong, o produtor da Broadway que é juiz do concurso de dança.
- Brandon Kyle Goodman como Deco, um gerente de vestiário amigo de April e que apoia o time de dança.
- Marissa Jaret Winokur como MJW, uma atriz da Broadway que também é jurada do concurso de dança.
- Dennis Andres como Buzz, o treinador do time de futebol do vilarejo local e pai de Zuzu e Dicky.
- Lidya Jewett como Kari, uma garota afro-americana que secretamente tem aulas de dança. Ela é a ajudante de contabilidade de Barb.
- Shiloh Nelson como Ruby, uma dançarina que tem muita dificuldade para dançar, descobrindo que pode ajudar de outras formas.
- Shaylee Mansfield como Zuzu, uma dançarina surda, filha de Buzz e irmã de Dicky.
- Sadie Lapidus como Oona, uma dançarina que tem dificuldade em dançar.
- Johanna Colón como Lucia, uma menina míope que sofre constantemente na dança por perder os óculos.
- Eva Hauge como Sarah, a irmã mais nova de Nick, que guarda rancor de April.
- Justin Allan como Dicky
- Kai Zen como June, uma dançarina e filha de Barb.
- Carina Battrick como Michelle, a outra irmã de Nick.
- Robinne Fanfair como Patty, a mãe de Kari.
- Ken Pak como Gordy, pai de June e marido de Barb.
- Marcia Bennett como a avó de Nick, Sarah e Michelle.
- Drew Davis como R.J., um jovem por quem Sarah tem uma queda.
- Pamela MacDonald como Ruth Zimmer
- Amy Stewart como Carla

## Lançamento
Feel the Beat foi lançado em 19 de junho de 2020, na Netflix.

## Recepção
O agregador de resenhas Rotten Tomatoes relatou um índice de aprovação de 50% com base em 16 resenhas, com uma classificação média de 5,3/10.

## Trilha sonora
| #  | Título                                       | Artista                  |
| -- | -------------------------------------------- | ------------------------ |
| 1  | "Let's Do It"                                | All Talk                 |
| 2  | "Work Dat (So Dat)"                          | Kylie Diehl              |
| 3  | "Hand of Man"                                | Country Joe and the Fish |
| 4  | "Round and Round"                            | Jack Hawitt              |
| 5  | "Brand New Day"                              | Kari Kimmel              |
| 6  | "Never Forgive You"                          | Brooke Villanyi          |
| 7  | "Wish You Was Me"                            | Lauren Evans             |
| 8  | "Glitter Shoes"                              | Blaire Reinhard          |
| 9  | "Confident"                                  | Demi Lovato              |
| 10 | "Us"                                         | Regina Spektor           |
| 11 | "Deal With It"                               | Girli                    |
| 12 | "Pumpin Blood"                               | NoNoNo                   |
| 13 | "Yes or Yes"                                 | Tricia Battani           |
| 14 | "I'm Gonna Do My Thing (Hey Hey)"            | Mozella                  |
| 15 | "Like That"                                  | Fleur East               |
| 16 | "Colors"                                     | Wayfarers                |
| 17 | "Follow the Leader"                          | Wayfarers                |
| 18 | "Winner Won't Stop"                          | Neara Russell            |
| 19 | "Always" (Acústica)                          | Francois Klark           |
| 20 | "A Little More"                              | Alessia Cara             |
| 21 | "Gonna Make You Sweat (Everybody Dance Now)" | C+C Music Factory        |
| 22 | "All I Wanna Do Is Dance"                    | Mozella                  |
| 23 | "Always"                                     | Sofia Carson             |